# Ґняздово (Кошалінський повіт)
Ґняздово (пол. Gniazdowo, нім. Plümenhagen) — село в Польщі у гміні Бесекеж Кошалінського повіту Західнопоморського воєводства. Населення — 314 осіб (2011).

## Демографія
Демографічна структура станом на 31 березня 2011 року:
|          | Загалом | Допрацездатний вік | Працездатний вік | Постпрацездатний вік |
| -------- | ------- | ------------------ | ---------------- | -------------------- |
| Чоловіки | 164     | 40                 | 117              | 7                    |
| Жінки    | 150     | 31                 | 91               | 28                   |
| Разом    | 314     | 71                 | 208              | 35                   |